# District d'Ogachi
Le district d'Ogachi (雄勝郡, Ogachi-gun) est un district de la préfecture d'Akita au Japon.
Lors du recensement de 2000, sa population était de 46 416 habitants pour une superficie de 1 025 km2.

## Communes du district
- Higashinaruse
- Ugo